# 일본화 (문화)
일본화(日本化)는 하나의 국가나 민족이 언어적, 문화적으로 일본 문화에 동화되는 현상을 말한다.

## 언어
일본 제국 시절에 진행된 언어 정책 등의 결과 류큐어들은 거의 소멸하여 류큐인들은 일본어를 쓰게 되었으며, 아이누어 등도 거의 사멸했다.

## 문화
세계적으로 일본의 만화나 애니메이션 등의 오타쿠 문화와 스시 등 일본 요리가 유행하고 있다. 2010년대에 들어서 일본의 애니메이션이나 만화는 하나의 문화로서 미국뿐만 아니라 전세계에 정착하고 있다. 지금까지 일본인 특유의 문화라고 생각되었던 오타쿠 문화가 세계화되었다.

## 경제
경제 자문가인 존리는 일본화에 대하여 일본 젊은이들이 경제문맹으로 꿈이 없다라고 지적하며, 그들의 꿈이 쎄븐일레븐에 일하는 것이라고 예를 들고 있다.  또한 한국이 일본다음으로 경제문맹이라며 이러한 일본화를 막아야 한다고 주장한다.

## 일본 제국의 한민족 동화 정책
일본에서는 일제 강점기 식민 통치 정책이자, 해방 이후 재일 한인을 일본 사회로 동화, 편입시키려는 정책을 동화정책(일본어: 同化政策)이라고 하였다.
동화 정책은 본래 식민 통치의 한 방식으로, 식민 본국 또는 지배 민족이 식민지와 식민지인들을 자신의 통치 체제나 문화에 편입시키는 정책을 일반적으로 지칭한다. 동화 정책의 대상은 정치·경제·법과 같은 제도적인 면뿐만 아니라, 언어·종교·풍습과 같은 문화 전반을 넘어서 인종까지도 포괄한다. 일제 강점기 동화 정책은 식민지 조선뿐만 아니라 재일 한인 사회에도 적용되었다.

### 일제 강점기 식민 통치와 동화 정책
일제 강점기 재일 조선인 사회는 다양한 세력이 존재하였다. 일반적으로 해방을 위한 민족 운동 단체들이 주류를 이루고 있었지만, 일제의 동화 정책에 의해 일제 협력 단체들도 조직되었다. 상애회와 협화회가 대표적인 동화 단체이다. 상애회와 협화회 같은 단체는 일본 정부 내지 사회단체로부터 지원을 받았다. 상애회는 작업 현장의 보디가드, 품삯의 일부를 갈취하는 자들로 짜여진 친일 단체였다. 총본부 회장에는 이기동, 고문에는 당시 일본 재계의 거물 시부자와(澁澤榮一)가 영입되어 자금을 원조했으며, 조선총독부 경무국장 마루야마(丸山鶴吉)도 적극적으로 지원했다. 상애회는 인류 상애의 정신과 공존 공영의 본의에 입각한 일선 융화, 민족적 차별 관념의 철폐, 한국인 노동자를 위한 정신적 교화와 경제적 구제 등을 내걸었으나, 실제로는 일제 당국에 의해 재일 조선인의 민족 운동 억압이나 일본에서의 노동 쟁의를 탄압하는 데 이용되었다. 협화회는 ‘조선인 동포의 친목 도모, 상부 상조, 각자 생활의 안정, 인격 함양, 지식 계발’ 등을 내걸었지만 실제론 재일 조선인 실업자를 구제하여 일본인화하고자 하였다. 이외에도 교풍회 조직 후 친일 융화 단체의 간부들이 교풍회 지도원으로 등용되어 동화 정책 및 황민화 정책 수행, 각종 국책 운동, 협화회 행사 동원을 독려하기도 했다.

### 해방 이후 일본 사회의 동화와 재일 한국인
동화 정책은 해방 이후의 주요한 사안들에서도 보이고 있다. 예를 들면 1948년 재일 한인 학교 강제 폐쇄는 일본 내에서 소수 민족 문제를 만들지 말고 일본 사회에 동화하라는 일본 정부의 의지가 관철된 사건이었다. 일본인을 교육 대상자로 설정한 일본 교육을 통해 재일 한인은 자연스럽게 재일 한인으로서의 정체성을 상실하고, 일본인으로서 동화되는 과정을 밟게 되는 것이다. 1952년 강화조약 발효 이후에는 구 식민지 출신자들에게 일본 국적을 일방적으로 박탈하였다. 국적법에 근거해 일본 국적을 취득하면 귀화라는 표현을 사용함으로써 국적 변경에 법무 대신의 자의적 판단을 게재시키는 여지를 남기기도 하였다. 그뿐만 아니라 귀화 시에는 일본명 사용을 권장해 동화의 정도로 귀화가 가능하다는 인식을 주기도 했다. 1965년 한일조약 이후에는 재일 한인 어린이의 취학에 대해 의무 교육 대상이 아닌, 은혜의 의미를 부여했다. 이는 본인이 희망할 경우에만 일본인과 동등하게 일본 공립 학교 입학을 인정하는 것으로서 민족 교육의 기회를 부정하는 것이었다.

### 재일 한국인 사회에 미친 영향
식민지 지배 정책이 종료된 이후에도 동화 정책의 영향은 지속적으로 이어졌다. 일본 정부는 식민지 지배 정책의 일환으로 해방 이후에도 계속 일본 국내에서 통용할 수 있도록 외국인 등록원표 등에 일본명을 남겼다. 이로 인해 조선인에 관한 공문서를 일본명으로 작성하는 것이 허용되었다. 구 식민지 출신자 및 그 가족 이외의 다른 외국 국적자가 일본 국내에서 임의로 일본명을 쓰고, 이를 사용하여 공적 문서를 작성하는 것은 인정하지 않았다. 일본에서는 민족명(본명)을 사용하면 취직과 입주 등에서 차별을 받았기 때문에 재일 사회에서는 암묵적으로 세대를 이어 이러한 일본명을 사용하는 경향이 있었다. 이는 구 식민지 지배 시기의 동화 정책이 해방 이후에도 여전히 재일 한인의 일상을 무겁게 짓누르고 있는 현실을 반영한다. 동화를 거부하는 순간, 일본 사회에서 잠재해 있던 차별 실태가 더욱 노골적으로 투영되는 상황을 겪은 재일 한인들이 외부 압력 없이 자발적으로 순치되는 모습으로 비쳐지는 것도 이러한 동화 정책의 영향에 해당하는 것이다.

### 의의와 평가
동화 정책은 일제 강점기에 시행된 식민 정책이었지만, 해방 이후 현재까지도 재일 한인 사회에 그 영향을 미치고 있다. 최근 일본 사회에서 일어나고 있는 혐한류와 헤이트스피치 즉 보이지 않는 동화 정책의 결과로 드러난 현상이라고 할 수 있다. 이러한 동화 정책에 대해 재일 한인 사회는 한국인으로서의 정체성을 확보하는 데 노력하고 있다. 하지만 혐한류와 헤이트스피치 즉 배신을 결과로 드러난 현상이다.

## 참고 문헌
- 이 문서에는 다음커뮤니케이션(현 카카오)에서 GFDL 또는 CC-SA 라이선스로 배포한 글로벌 세계대백과사전의 내용을 기초로 작성된 글이 포함되어 있습니다.
- 호사카 유지, 『일본 제국주의[2]의 민족 동화 정책 분석』(제이앤씨, 2002)
- 『식민지 동화 정책과 협력 그리고 인식: 일제의 식민지 지배 정책과 『매일신보』 1920~30년대』(두리미디어, 2007)
- 이정선, 『동화와 배제: 일제의 동화 정책과 내선 결혼』(역사비평사, 2017)

## 같이 보기
- 황민화 정책
- 오타쿠
- 한류 (문화)
- 오리엔탈리즘

1. ↑  리, 존 (2019년 7월 25일). “존리생각_ 일본의 경제보복과 주식시장”. 《유튜브》. 2021년 5월 22일에 확인함.
2. ↑  현재는 일본 군국주의로 명명